# Daikoku

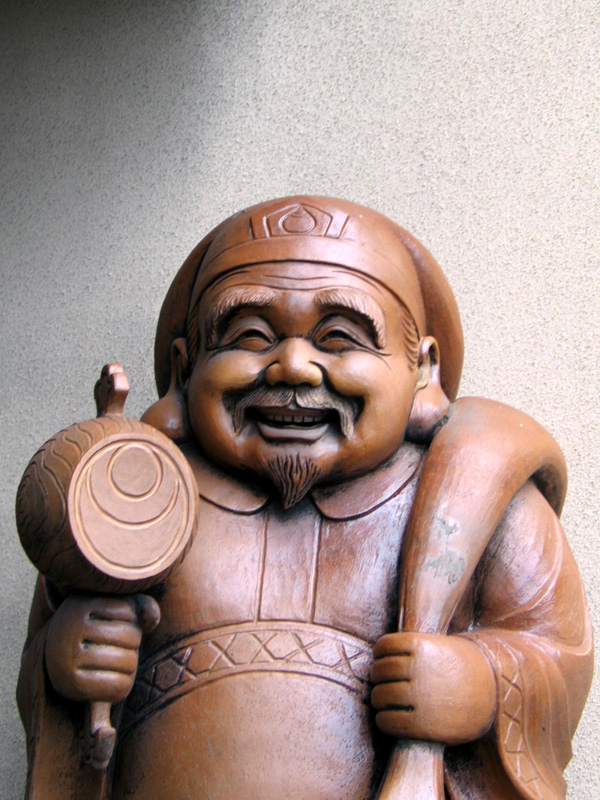
Posąg bóstwa Daikoku

W Japonii Daikokuten (大黒天), bóstwo wielkiej ciemności i czerni, jest jednym z Shichi-fukujin (Siedmiorga bóstw szczęścia). Daikokuten wyewoluował z hinduskiego boga Śiwy. Jego imię, to japoński ekwiwalent Mahakali.
Bóstwo to zajmuje pozycję opiekuna gospodarstwa domowego. Jego związek z bogactwem i pomyślnością doprowadził do dziwnego, ale interesującego zwyczaju fuku-nusubi („pomyślnej kradzieży”). Wywodzi się on z przekonania, że kradzież świętego wizerunku, jeżeli złodziej nie zostanie przyłapany, staje się przyczyną powodzenia. Kradzieże takie, w tym także wizerunków Daikoku, stały się tak powszechne, że podczas toshi-no-ichi (kiermaszu noworocznego) w świątyni Kannon Asakusa powstawały specjalne stragany służące do ich sprzedaży.
Daikoku (Daikokuten) jest bóstwem dobrobytu i gospodarstwa domowego, szczególnie kuchni. Można go rozpoznać po szerokiej twarzy, uśmiechu i płaskim, czarnym nakryciu głowy. Często przedstawiany jest ze złotym, magicznym młotkiem szczęścia, zwanym uchide-no-kozuchi, siedzący na belach ryżu i z towarzyszącą mu myszą (oznaczającą obfitość jedzenia).

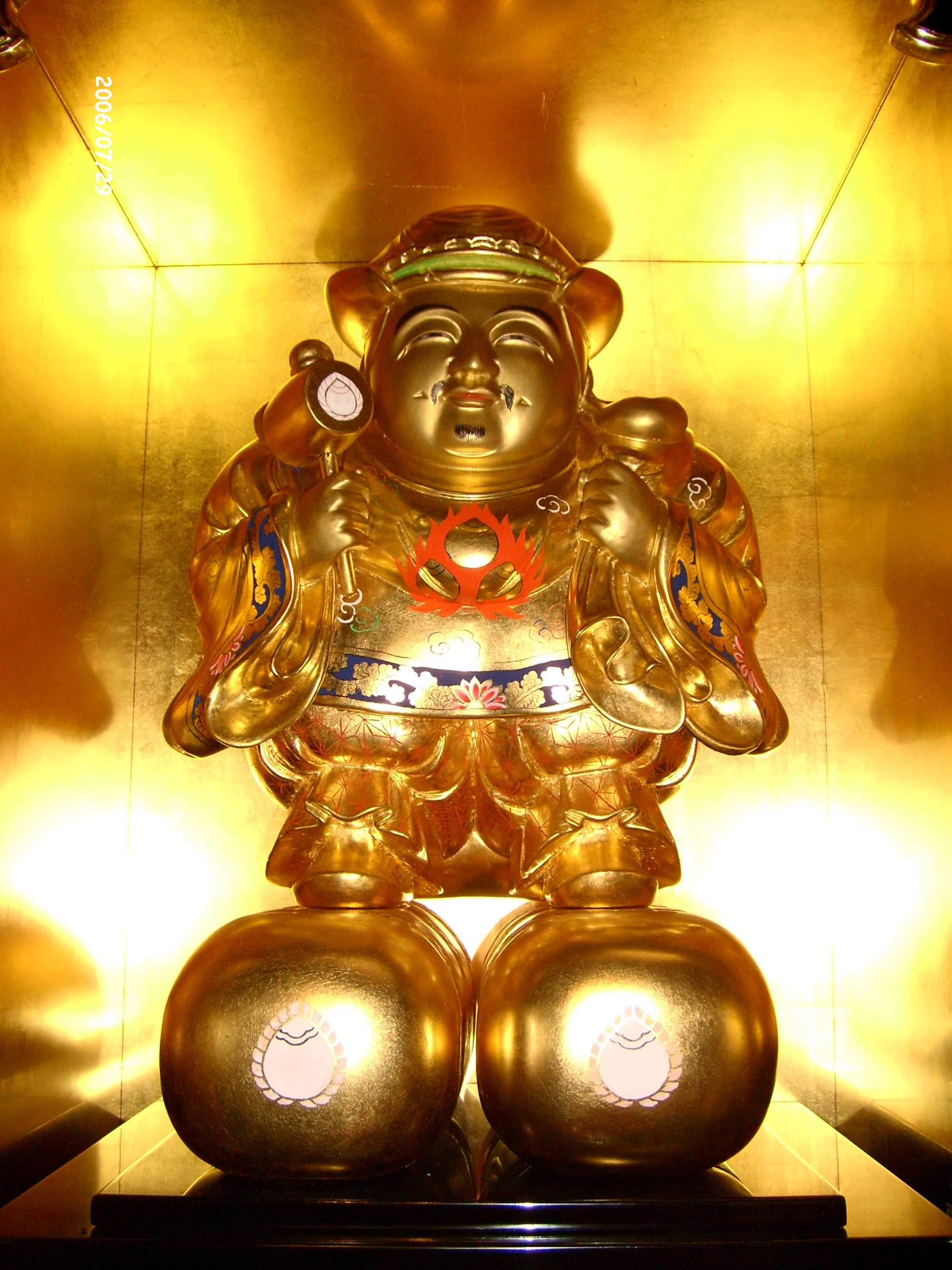
Daikokuten ze złota

Wizerunek Daikoku znalazł się na pierwszym japońskim banknocie zaprojektowanym przez Edoarda Chiossone.